# Syre
Syre (stilizzato come SYRE o Syre: A Beautiful Confusion) è il primo album in studio del rapper e attore statunitense Jaden Smith. È stato pubblicato il 17 novembre 2017 tramite MSFTSMusic e Roc Nation. L'album si è posizionato al 24º posto nella classifica US Billboard 200.

## Concepimento
L'album fu annunciato dopo l'uscita del singolo ''Fallen'', pubblicato il 4 dicembre 2016. Il titolo dell'album è riferito al nome completo dell'artista, Jaden Christopher Syre Smith. In un'intervista con il magazine Complex riguardante il titolo dell'album, Smith disse:
(Jaden Smith)

## Pubblicizzazione
Dopo l'annuncio di Syre, Smith ha postato 12 media, di cui 7 video, su Instagram. Questi media formano la copertina dell'album se viste insieme. Il post centrale è un video intitolato "The Syre Movie Trailer. Score By Ricky Eat Acid", e gli altri sei video sono spezzoni di canzoni che sono conclusi con il titolo di esse. Ha successivamente pubblicato un tweet sul suo account Twitter, annunciando che l'album sarebbe uscito nel 2018.

### Singoli
"Fallen" fu pubblicato come singolo principale dell'album il 5 dicembre 2016.
"Batman" e "Watch Me" sono stati pubblicati rispettivamente come secondo e terzo singolo dell'album, il 14 luglio 2017.
"Falcon" fu pubblicato come quarto singolo dell'album il 16 novembre 2017. La canzone contiene la collaborazione con il cantante americano Raury.
"Icon" fu pubblicato come quinto singolo dell'album il 17 novembre 2017, accompagnato dal video musicale.

## Composizione
Parlando con Vanity Fair, Smith disse che Syre è ispirato a The Life of Pablo del cantante Kanye West e Blonde di Frank Ocean. Syre è stato comparato ad un musical avente multipli personaggi, i quali sono la tristezza, l'arrabbiatura e i rimpianti di Smith dopo una relazione finita, con riferimenti ad Adamo ed Eva e al mito di Icaro.

## Critica
| Recensione   | Giudizio |
| ------------ | -------- |
| AllMusic     | [ 22 ]   |
| Exclaim!     | [ 23 ]   |
| HipHopDX     | [ 24 ]   |
| HotNewHipHop | [ 25 ]   |
| Radio UTD    | [ 26 ]   |
| The Post     | [ 27 ]   |
| NME          | [ 28 ]   |
| Pitchfork    | [ 29 ]   |
| Salute       | [ 30 ]   |

Syre ha ricevuto generalmente critiche positive. 

## Tracce
1. B – 3:06
2. L – 2:23
3. U – 4:45
4. E – 3:23
5. Breakfast (featuring ASAP Rocky) – 3:04
6. Hope – 6:00
7. Falcon (featuring Raury) – 3:43
8. Ninety – 7:48
9. Lost Boy – 9:29
10. Batman – 3:04
11. Icon – 3:40
12. Watch Me – 2:34
13. Fallen – 4:22
14. The Passion – 4:29
15. George Jeff – 2:17
16. Rapper – 2:20
17. Syre – 3:54